# Uroš Stojanov
Uroš Stojanov (Kirin Serbia: Урош Стојанов; sinh ngày 5 tháng 1 năm 1989 ở Kikinda, Nam Tư) là một tiền đạo bóng đá người Serbia thi đấu cho MOF Customs United.
Anh thi đấu cho nhiều câu lạc bộ Serbia và Bosnia khác nhau. Vào tháng 6 năm 2015 Stojanov là một trong những cầu thủ mới của Zorya Luhansk.